# 報恩寺 (宇都宮市)
報恩寺（ほうおんじ）は、栃木県宇都宮市西原一丁目にある臨済宗の寺院。山号は松嶺山。

## 歴史
報恩寺の開山は宇都宮藩藩主奥平家昌の正室・仙遊院（本多忠勝の娘）、創建年は1639年(寛永16年)といわれる。しかし、家昌の正室は1611年（慶長16年）に、また家昌自身も1614年（慶長19年）に没しており、創建年の1639年(寛永16年)と食い違う。
1639年には、家昌を継いだ後、幼少のため一時古河に所替えとなった奥平忠昌が、後継の本多正純を継いで宇都宮藩主となっていた。寺域には宇都宮氏の五輪塔があるが、その由来は不詳である。報恩寺は創建当時は市内松が峯にあったが、その後伊賀町西原（現在地）に移された。戊辰戦争（宇都宮城の戦い）では、寺域に近い六道辻が主戦場となり、その戦火で本堂を焼失している。

## 境内
本堂
現在の本堂は戊辰戦争の戦火で焼失したのを、その後再建したものである。
山門
茅葺の唐門。1639年（寛永16年）創建時そのままの状態といわれ、宇都宮市に残る最古の木造建築物と推定されるが公的認証（客観的・中立的な証明）がない。宇都宮市指定文化財となっている延命院地蔵堂は18世紀初頭の建築であるが、市内最古の木造建築であろうことが宇都宮市により公認されており、出版物にもその記述が見られる。

### 墓地
宇都宮藩
戊辰戦争（宇都宮城の戦い）で亡くなった宇都宮藩士の墓がある。
薩摩藩、長州藩、大垣藩
戊辰薩藩戦死者墓・戦死烈士之墓がある。うち戊辰薩藩戦死者墓は1917年（大正6年）の建立で、第6代内閣総理大臣の松方正義の筆による。また戦死烈士之墓の前には、寺域であるが鳥居が建てられている。

## 参考資料
1. ↑  宇都宮の歴史と文化財　延命院地蔵堂
2. ↑  塙静夫著「とちぎの社寺散歩」（2003年発行）